# Jean de Serré de Rieux
Jean de Serré de Rieux, ou François-Joseph de Seré, devenu seigneur de Rieux vers 1717-1719, est un poète et littérateur français, conseiller au parlement de Paris, baptisé le 31 octobre 1668 à Saint-Malo (Ille-et-Vilaine), et mort le 12 juillet 1747 à Versailles. « Grand amateur, surtout de la musique italienne » (Sébastien de Brossard, Catalogue), il fut aussi un des protecteurs et librettistes du compositeur Jean-Baptiste Morin (1677-1745), créateur de la cantate française.

## Biographie
Jean François Joseph de Seré, est le fils de Luc Seré, sieur des Landes, et de Marguerite Magon de La Lande. Il est le neveu du célèbre négociant et armateur de Saint-Malo, Jean Magon de la Lande et de Nicolas Magon I de La Chipaudière. Il devient conseiller au parlement de Paris.
Serré de Rieux est notamment l'auteur de La Chasse du cerf, divertissement mis en musique par Jean-Baptiste Morin, créé en octobre 1707 devant Marie-Thérèse de Bourbon-Condé, princesse de Conti, puis chanté devant le roi Louis XIV à Fontainebleau le 25 août 1708, pour la Saint-Louis. On lui doit aussi, entre autres publications, un Poème sur la musique (1714) et Apollon ou l'Origine des spectacles en musique (1733), en vers également. 
C'est en 1734 que Serré de Rieux publia son ouvrage le plus connu : un recueil de poèmes, dédié au roi Louis XV, Les Dons des Enfans de Latone, dans lequel apparaissent des fanfares de chasse, œuvres notamment  du marquis Marc-Antoine de Dampierre, maître de la vénerie royale, et de Jean-Baptiste Morin. Le Poème sur la musique de 1714 y figure, présenté dans une version actualisée. Le poète l'avait écrit pour tenter de calmer la polémique et donner son point de vue dans une des principales querelles esthétiques de son temps : il y proposait de réunir la musique italienne et la musique française.
A la lecture des Dons... et de l’Inventaire après le décès de J.B. Morin, on constate aussi que les opéras italiens de Georg Friedrich Haendel, produits à Londres dans la décennie 1720-1730 environ, avaient déjà franchi la Manche et étaient très appréciés par les deux hommes. L'Angleterre était à la mode.
En janvier 1747, peu avant sa mort, Serré de Rieux constitua Le Triomphe de l'amour et de l'hymen. Idille parodiée, en musique, à partir d'extraits pris chez différents compositeurs. Il s'agissait pour le librettiste d'adapter des paroles originales sur des œuvres existantes. 
Il a publié, en outre, Les Désespérés, histoire héroïque (1732), traduit de l'original italien de Jean-Ambroise Marini, et Maximes et réflexions nouvelles, avec une traduction nouvelle en vers de l'Essai sur l'homme de Pope (1739), traduit de l'anglais.
De 1701 à 1713, François-Joseph de Seré habita à Paris, dans le quartier du Marais, l'actuel hôtel Barbes (anciennement hôtel de Seré), situé 33  rue des Francs-Bourgeois, puis, à partir de 1721-1722, il vécut dans son château de Rieux, près de Tillé et de Beauvais, jusqu'au début de 1744.
Son fils Pierre-François Seré de Rieux (vers 1699-1757), issu d'un premier mariage avec Anne-Elisabeth David, fut lieutenant des Gardes-Françaises de 1719 à 1724, date à laquelle il épousa Elizabeth de Veteris du Revest (1695-1737), fille cadette de Scipion de Veteris du Revest, contrôleur général de la Banque Royale et contraint à la démission après la faillite de la banque de Law en 1720. Il eut 7 enfants, dont Marie-Elizabeth (1724-1795) qui deviendra Madame de Seré-Jullienne, et Antoine-Charles Seré de Rieux (1736-1774), mousquetaire du Roi, auteur en 1763 d'un recueil de poèmes intitulé "Oeuvres diverses meslées de prose et de vers dediées a Madame la marquise de Rumigni" et en 1764 d'un "Poème sur la galerie de M. de Julienne" .
François-Joseph de Seré, quant à lui, avait épousé en secondes noces en 1718 Marie-Mitilde-Victoire de Veteris du Revest, dont il eut une fille Marie-Mitilde-Marguerite (1720-1785) devenue Mme Le Duc de Saint-Clou. C'est chez elle que François-Joseph de Seré (alias Jean Serré de Rieux) mourut en 1747 à Versailles, rue de l'Orangerie. Marie-Mitilde-Marguerite de Saint-Clou fut également compositrice. On a d'elle un rondeau instrumental, qui figure dans l’Idille de 1747.

### Discographie
- Éd. 1969 : J.B. Morin, La Chasse du Cerf, Soli, Chorale Philippe Caillard, Le Rallye Louvarts, Orchestre de chambre Jean-François Paillard (Disque Era STU 70541) ; Éd. 1970 : Id. (Erato MUS 19002) ; Rééd. en CD (1996 puis 2009) : La Chasse du Cerf (Erato Classics SNC. O630-13735-2 ; Warner Music. DL 2009).